# Automate evermanni
Automate evermanni är en kräftdjursart som beskrevs av M. J. Rathbun 1901. Automate evermanni ingår i släktet Automate och familjen Alpheidae. Inga underarter finns listade i Catalogue of Life.